# Édouard Cissé
Édouard Souleymane Leopold Cissé (Pau, 30 marzo 1978) è un ex calciatore francese con cittadinanza senegalese, di ruolo centrocampista.

## Carriera
In carriera ha giocato per Paris Saint-Germain, West Ham Utd, Monaco, Olympique Marsiglia e Auxerre.

## Palmarès

### Club

#### Competizioni nazionali
- Coppa di Lega francese: 3

Paris Saint-Germain: 1997-1998
Olympique Marsiglia: 2009-2010, 2010-2011
- Coppa di Francia: 2

Paris Saint-Germain: 1997-1998, 2005-2006
- Coppa di Turchia: 1

Beşiktaş: 2008-2009
- Campionato turco: 1

Beşiktaş: 2008-2009
- Campionato francese: 1

Olympique Marsiglia: 2009-2010
- Supercoppa francese: 2

Olympique Marsiglia: 2010, 2011

#### Competizioni internazionali
- Coppa Intertoto UEFA: 1

Paris Saint-Germain: 2001